# Wawrzyniec Imbert
Wawrzyniec Imbert, Laurent-Joseph-Marius Imbert lub Laurent-Marie-Joseph Imbert (ur. 23 marca 1796 r. (lub 15 kwietnia 1797 r.) w Marignane we Francji – zm. 21 września 1839 r. w Saenamteo, Korea) – misjonarz, biskup, męczennik, święty Kościoła katolickiego.

## Życiorys
Pochodził z biednej rodziny. Studiował w seminarium francuskiego Stowarzyszenia Misji Zagranicznych (Missions Étrangères de Paris). Został wyświęcony na księdza 18 grudnia 1819 r., a w 1820 r. wysłano go na misje do Chin. Zanim tam dotarł nauczał od kwietnia 1821 do stycznia 1822 r. w wyższym seminarium w Penang. Następne 2 lata spędził w Tonkinie we Francuskich Indochinach. W samych Chinach przebywał 12 lat w prowincji Syczuan i założył seminarium w Moupin. 26 kwietnia 1836 r. został Wikariuszem Apostolskim Korei i tytularnym biskupem Capsy. W 1837 r. potajemnie udał się z Mandżurii do Korei, gdzie w tym właśnie czasie trwały prześladowania chrześcijan. Był pierwszym biskupem, który postawił stopę na koreańskiej ziemi w 6 lat po utworzeniu Wikariatu Apostolskiego Korei i 52 lata po powstaniu Kościoła katolickiego w tym kraju. Został aresztowany 10 sierpnia 1839 r. i przewieziony do Seulu. Poddano go torturom, żeby wydał innych misjonarzy. Ponieważ wierzył, że jego wierni zostaną pozostawieni w spokoju, jeżeli ujawnią się wszyscy zagraniczni misjonarze, napisał do ojca Maubanta i Chastana prośbę żeby oddali się w ręce władz (argumentował, że pasterz oddaje swoje życie za swoje owce). Misjonarze posłuchali jego prośby i zostali razem uwięzieni. Przesłuchiwano ich przez 3 dni, żeby wydali nazwiska wiernych. Ponieważ tortury nie przyniosły efektów zostali odesłani do innego więzienia i ścięci 21 września 1839 r. w Saenamteo. Ich ciała były wystawione na widok publiczny przez kilka dni.

## Wspomnienie
Dawniej jego wspomnienie obchodzono 10 czerwca, obecnie z grupą 103 męczenników koreańskich 20 września.

## Proces beatyfikacyjny i kanonizacyjny
Beatyfikowany 5 lipca 1925 r. przez Piusa XI, kanonizowany 6 maja 1984 r. przez Jana Pawła II w grupie 103 męczenników koreańskich.